# ببرهای پرنده
ببرهای پرنده (انگلیسی: Flying Tigers) نیروی هوایی جمهوری چین (تایوان)، با نام مستعار ببرهای پرنده، برای کمک به مقابله با حمله ژاپنی‌ها به چین در جنگ دوم چین و ژاپن تشکیل شد. این نیروی هوایی که در سال‌های ۱۹۴۱–۱۹۴۲ فعالیت می‌کرد، متشکل از خلبانان نیروی هوایی ارتش آمریکا (USAAC)، نیروی دریایی ایالات متحده آمریکا (USN)، و سپاه تفنگداران دریایی ایالات متحده آمریکا بود.